# Jeneč
Jeneč är en ort i Tjeckien.   Den ligger i regionen Mellersta Böhmen, i den centrala delen av landet, 15 km väster om huvudstaden Prag. Jeneč ligger 366 meter över havet och antalet invånare är 1 054.
Terrängen runt Jeneč är platt. Runt Jeneč är det mycket tätbefolkat, med 1 463 invånare per kvadratkilometer. Närmaste större samhälle är Prag, 14,7 km öster om Jeneč. Trakten runt Jeneč består till största delen av jordbruksmark.